# Warnant (ort i Belgien)
Warnant är en ort i Belgien.   Den ligger i provinsen Namur och regionen Vallonien, i den centrala delen av landet, 70 km sydost om huvudstaden Bryssel. Warnant ligger 116 meter över havet och antalet invånare är 462.
Terrängen runt Warnant är huvudsakligen platt, men norrut är den kuperad. Warnant ligger nere i en dal. Runt Warnant är det ganska tätbefolkat, med 75 invånare per kvadratkilometer.. Närmaste större samhälle är Namur, 16,0 km norr om Warnant. 
Omgivningarna runt Warnant är en mosaik av jordbruksmark och naturlig växtlighet.